# NGC 6097
NGC 6097 (również PGC 57583) – galaktyka spiralna (S0-a), znajdująca się w gwiazdozbiorze Korony Północnej. Odkrył ją Édouard Jean-Marie Stephan 7 czerwca 1880 roku. Jest to galaktyka z aktywnym jądrem typu LINER.